# Inondazione di melassa di Boston
L'inondazione di melassa di Boston, nota anche come disastro della melassa, è stato un evento catastrofico verificatosi a Boston (Massachusetts) il 15 gennaio 1919, quando, a causa di alcuni difetti strutturali e dell'elevata temperatura interna, un serbatoio contenente melassa esplose inondando una zona al limitare del centro storico: il North End, posto sulla penisola. Il denso liquido si riversò avanzando a una velocità di 56 km/h, uccidendo 21 persone e ferendone 150.

## Contesto storico
All'epoca, la melassa era l'edulcorante più utilizzato negli Stati Uniti. Essa poteva anche essere lasciata fermentare per lunghi periodi ed era impiegata per la produzione di alcol etilico, l'ingrediente attivo di tutta una serie di bevande alcoliche come rum o, a quei tempi, componente essenziale per la fabbricazione di esplosivi e munizioni.

## Causa del disastro
L'incidente coinvolse la Purity Distilling Company, in un giorno insolitamente caldo per il mese di gennaio. La melassa stivata nel grande serbatoio attendeva di essere trasferita all'impianto della stessa distilleria, situato tra Willow Street e l'odierna Evereteze Way di Cambridge.
Presso Keany Square, al numero civico 529 della Commercial Street, un enorme serbatoio di melassa, di 15 metri d'altezza e 27 metri di diametro, contenente più di 8 700 000 litri collassò su sé stesso. Questo cedimento provocò un'immensa ondata di melassa, alta tra i 2,5 e i 4,5 metri, che si mosse a una velocità di circa 56 km/h, esercitando una pressione di 200 kilopascal. L'onda di melassa sviluppò una forza sufficiente a sventrare le strutture della vicina stazione di Atlantic Avenue della ferrovia sopraelevata di Boston e fece deragliare un treno dai binari. Al termine del rovinoso sversamento, la melassa si solidificò a causa delle basse temperature dei giorni successivi di quel gennaio, creando uno strato superficiale particolarmente denso e rigido che rese più difficoltose le manovre per i soccorsi e il ripristino della normalità.

## Ripulitura dell'area

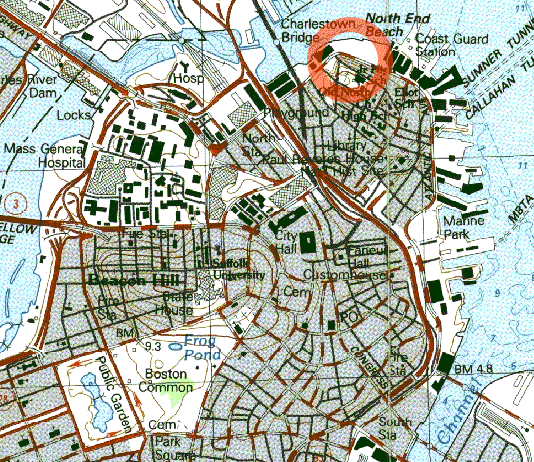
L'area coinvolta nel disastro

Per ripulire la zona della città coinvolta dal disastro si è calcolato che occorsero circa 87 000 ore e sei mesi di lavoro, oltre a una spesa molto ingente. Tuttavia a distanza di parecchi anni la zona odorava ancora di melassa.
I cittadini residenti nell'area agirono in una azione di protesta collettiva, una delle prime class action organizzate nel Massachusetts, contro la United States Industrial Alcohol Company (USIA) che aveva acquistato l'area di distillazione nel 1917. La società sostenne a sua difesa che il serbatoio era stato fatto saltare in aria da un gruppo anarchico di italiani, essendo esso ubicato a ridosso di un quartiere popolare di immigrati, poiché la minoranza di italiani sarebbe stata contraria all'impiego dell'etanolo per la produzione bellica.

## L'indagine, il processo e la sentenza
Tuttavia, dopo tre anni di indagini e di udienze, l'USIA venne ritenuta unica responsabile del disastro dal perito nominato dal tribunale. Venne inoltre accertato che il serbatoio non venne costruito correttamente, inoltre vi furono testimonianze che esso presentava falle con piccole perdite e si ipotizzò che la causa scatenante del collasso del serbatoio, già indebolito dai suoi difetti strutturali, fu un'esplosione causata dal gas generato dalla fermentazione della melassa.
La compagnia dovette quindi pagare 600 000 dollari per l'accordo extragiudiziale, corrispondenti a circa 6,6 milioni di dollari del 2005.
Il serbatoio non fu mai ricostruito e l'area fu adibita a campo da baseball di proprietà comunale.

## Commemorazione

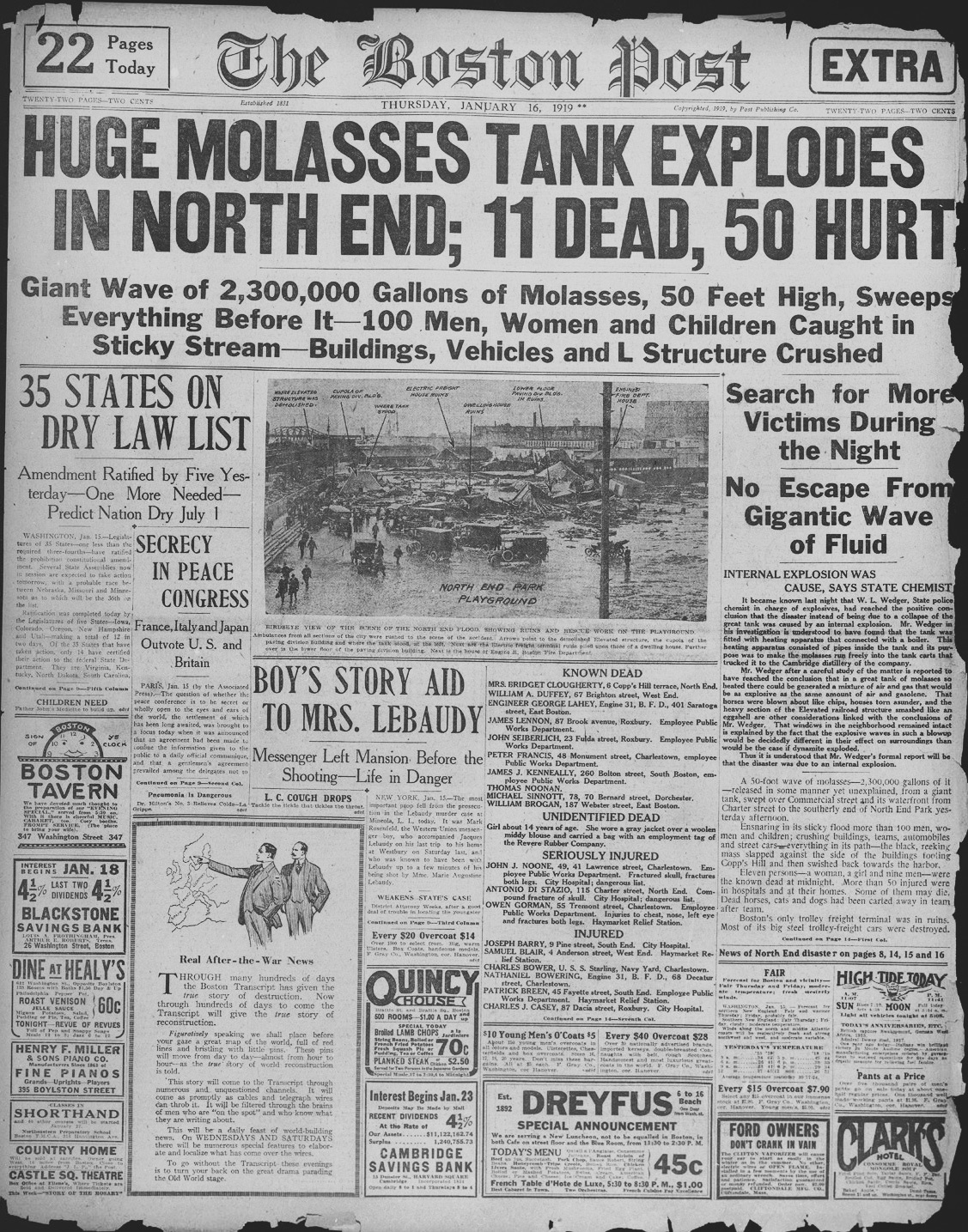
Edizione del 16 gennaio 1919 del The Boston Post.

Una piccola targa ricorda l'evento all'ingresso del Puopolo Park, situato nell'area ricreativa chiamata Langone, area che ha preso il posto della struttura industriale della Purity Distilling Company.
Nella targa, intitolata Boston Molasses Flood, si legge:
Le guide turistiche della città di Boston spesso nei tour della città vecchia ricordano l'evento con il neologismo The Boston Molassacre.